# Sainte-Opportune
 Sainte-Opportune  es una población y comuna francesa, situada en la región de Baja Normandía, departamento de Orne, en el distrito de Argentan y cantón de Briouze.

## Demografía
| 306 | 259 | 224 | 209 | 204 | 198 |
| Para los censos de 1962 a 1999 la población legal corresponde a la población sin duplicidades (Fuente: INSEE [Consultar]) |     |     |     |     |     |